# Tryon County (North Carolina)
Tryon County war ein County in der britischen Kolonie (dem späteren US-Bundesstaat) North Carolina.
Es entstand aus einem Teil von Mecklenburg County westlich des Catawba-Rivers durch ein Gesetz, welches am 10. April 1769 in Kraft trat. Tryon County wurde nach William Tryon benannt, welcher von 1765 bis 1771 Gouverneur von North Carolina war. 1779 wurde Tryon County in Lincoln County und Rutherford County aufgeteilt und hörte damit nach nur 10 Jahren auf zu existieren.
Tryon County spielte eine bedeutende Rolle im Amerikanischen Unabhängigkeitskrieg. Einwohner des County waren in Sicherheitskomitees und später in einer Miliz organisiert, um sich auf die Gefechte von Lexington in Massachusetts vorzubereiten. Am 14. August 1775 versammelten sich 49 Einwohner beim County Courthouse und verabschiedeten eine Beschwerde gegen die Briten, welche als Tryon Resolves bekannt wurde. Sie gehörten zu den ersten Kolonisten, die dies taten.